# 五里峡
五里峡位於湖北省利川市文斗乡和重庆市黔江区黎水镇交界处。风景优美、高山峡谷险滩有五里得名。有九弯十八坝、五里峡大桥、大古牛、二古牛、三古牛、四古牛、鱼泉、白虎青龙、公公背媳妇、帽顶山等等。
有很多古人的传说：鲁班修桥时用的工具挂在悬崖峭壁上，现在还看的见。神仙盛会在这里同聚等。